# Közönséges csészecsiga
A közönséges csészecsiga (Patella vulgata) a csigák (Gastropoda) osztályának Docoglossa rendjébe, ezen belül a csészecsigafélék (Patellidae) családjába tartozó faj.

## Előfordulása
A közönséges csészecsiga a Nyugat-Európát övező vizekben, az Atlanti-óceán, az Északi-tenger, a La Manche-csatorna és a Nyugat-Földközi-tenger sziklás partvidékén él.

## Alfajai
- Patella vulgata conica
- Patella vulgata picta
- Patella vulgata secernenda
- Patella vulgata vulgata

## Megjelenése
A közönséges csészecsiga héjátmérője 5 centiméter is lehet. A héj szürke, kúpos, bordázott, gyakran tengerimakkok települnek rá. A csiga savat választ ki, így héjának széle olyan szorosan illeszkedik az aljzathoz, hogy a víz nem tud behatolni alá. Az árapály-övezet felső szélén élő csészecsigák háza általában kifejezetten tornyos, míg azoknak a csigáknak, amelyeket hosszabb időre önt el a tenger, többnyire jóval laposabb a héjuk. A közönséges csészecsiga héjának belseje okkersárga, a közepe barna. Feje csúcsán két tapogatószerű érzékszerv ül. Szájában több száz sorban helyezkedik el a radulának nevezett nyelv, melyet kis horgas fogacskák borítanak; ezekkel legeli le az állat az algamezőt. A Portsmouth-i Egyetem kutatásai szerint ezek a fogak lehetnek a legerősebb biológiai anyag a Földön. Táplálkozás során kinyújtják radulájukat, majd az egy milliméternél rövidebb, görbe fogaikkal szájukba kaparják a kövek felszínén élő algákat. A masszív és ellenálló fogazat vizsgálata során a fogakból mintákat vettek, ami komoly nehézségekbe ütközött: először gyémántvágót használtak, majd a darabkákat atomokkal bombázva redukálták még kisebb méretűre, végül a mintákat speciális terhelésnek tették ki. Kiderült, hogy a fogak kompozit anyagok, melyek goethit és kitin szálakból állnak, és ezek a szálak körülbelül százszor vékonyabbak voltak az emberi hajszálnál. A rendkívüli kemény, de nem elég szívós goethit-szálakat a kitin ragasztóként tartja össze.
Az összetétel és a szálak mikrostruktúrája együttesen adja a csiga fogainak erejét.
Lába lapos, izmos, és szívókorongra emlékeztet. Ezzel kapaszkodik meg a csiga a sziklákon, és képes ellenállni akár a tizenöt kilogrammos húzóerőnek is.

## Életmódja
A csészecsiga, a lárva korában a többi planktonikus élőlénnyel együtt sodródik a tengerben; a kifejlett állat a sziklához tapadva él az árapály-övezet felső és középső sávjában. Tápláléka algák. A dagály idején indul el táplálékot keresni. Útja 1 méteres körön belül marad, és mindig visszatér eredeti helyére.

## Szaporodása
A peterakás ideje feltehetően egész évben tart. Az állatok külső megtermékenyítéssel szaporodnak. Az állat hímnős, szaporodáskor, először a hím ivarszervek működnek, utána pedig a női ivarszervek. A közönséges csészecsiga a petéket a tengerbe bocsátja, és itt történik a megtermékenyítés.

## Rokon fajok
A közönséges csészecsiga két közeli rokona a luzitáni csészecsiga (Patella lusitanica) és a kék csészecsiga (Patella caerulea).

## Képek

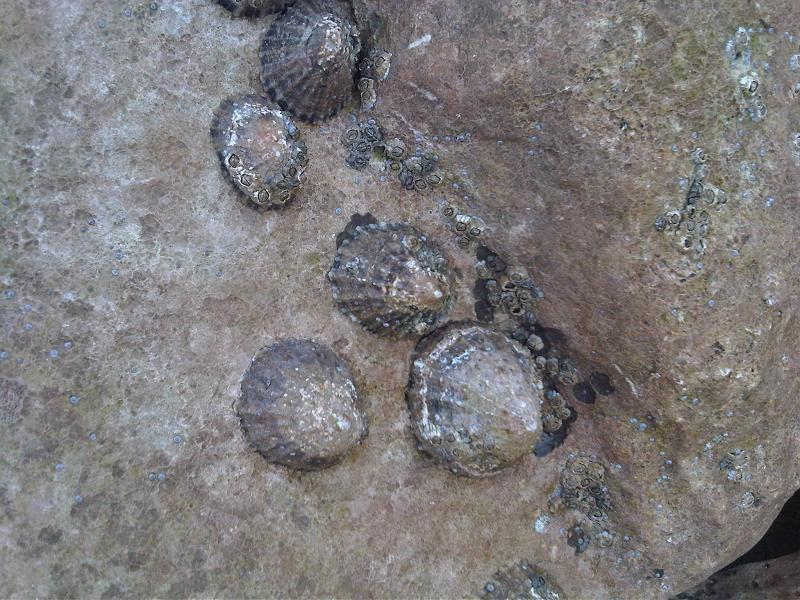
Közönséges csészecsigák a Wight-sziget partjain
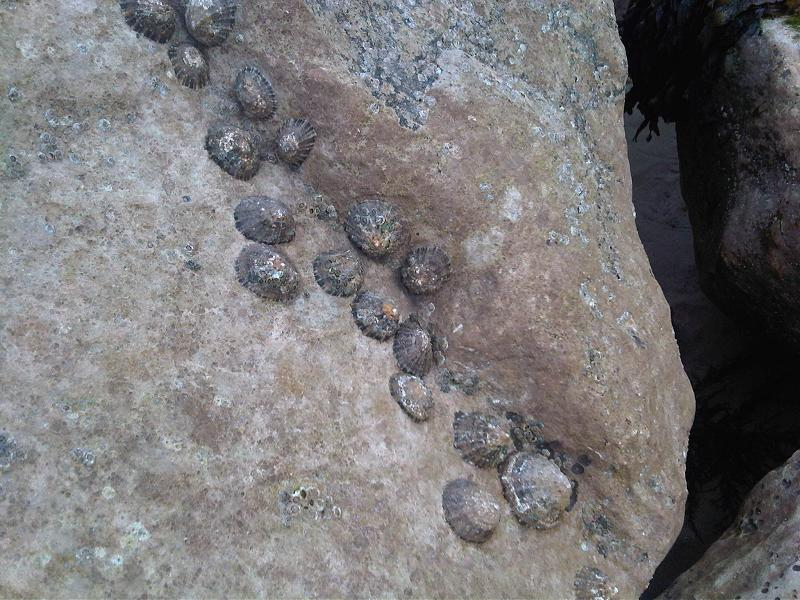
Közönséges csészecsigák Wight-sziget partjain